# Corralia depressa
Genre
Espèce
Synonymes
- Gonyleptes depressus Loman, 1899
- Neogonyleptes ignotus Soares, 1968

Corralia depressa, unique représentant du genre Corralia, est une espèce d'opilions laniatores de la famille des Gonyleptidae.

## Distribution
Cette espèce est endémique du Chili. Elle se rencontre dans les régions du Biobío, d'Araucanie et des Fleuves.

## Description
La femelle holotype mesure 8 mm.

## Systématique et taxinomie
Cette espèce a été décrite sous le protonyme Gonyleptes depressus par Loman en 1899. Elle est placée dans le genre Corralia par Roewer en 1913.

## Publications originales
- Loman, 1899 : « Die Opilioniden der Sammlung Plate. » Zoologische Jahrbücher, Supplement 5, Fauna Chilensis, Zweiter Band, p. 1–14.
- Roewer, 1913 : « Die Familie der Gonyleptiden der Opiliones-Laniatores. » Archiv für Naturgeschichte, sér. A, vol. 79, no 4, p. 1–256 (texte intégral).